# Olovslund
Olovslund est un quartier du district de Bromma à Stockholm en Suède.

## Description
Olovslund est un quartier de Västerort.
Olovslund est bordé par les quartiers d'Åkeslund au nord, d'Abrahamsberg à l'est, d'Ålsten et de Höglandet au sud et de Nockeby à l'ouest. 
En 1986, le quartier d'Olovslund a été déclaré intérêt national pour la préservation du patrimoine culturel.
Au cours des années 1927-1928, 135 petits chalets ont été construits à Olovslund.
Olovslund a été le premier quartier à se développer selon les principes de l'agence des chalets de la ville de Stockholm (sv) et le plan de la ville a été établi en 1927. 
Le quartier d'Olovslund a été formé comme une cité-jardin au cours de la seconde moitié des années 1920, principalement grâce à l'auto-construction initiée par l'agence des chalets de la ville de Stockholm.
Des professionnels ont supervisé la construction et les coûts des maisons ont pu être réduits en effectuant des achats groupés à prix réduit de certains matériaux de construction. 
La taille des parcelles était généralement assez petite, environ 500 à 550 mètres carrés. 
Ils ont également développé une série de maisons type avec un plan similaire. 
Le type I était une maison plus petite et le type II une maison plus grande, mais les deux comprenaient deux pièces, un hall, une cuisine et un porche sur deux niveaux. Il y avait également de la place pour des variantes plus personnelles en plus des maisons types. 
La limite du quartier d'Olovslund s'étend à l'est du bloc Boksamlingen, à travers Västerled, plus loin le long de la promenade au sud de Västerled jusqu'à Sångarlunden, à travers Djupdalsvägen via Nockebyskogen, qui est situé sur une vaste zone à l'ouest de Djupdalsvägen, et jusqu'à Gustav IIIs Väg jusqu'à l'îlot Boksamlingen.
Le quartier n'a pas de véritable centre.

## Transports
L'arrêt de tramway Olovslund sur la ligne 12 se trouve dans le quartier de Nockeby.

## Galerie

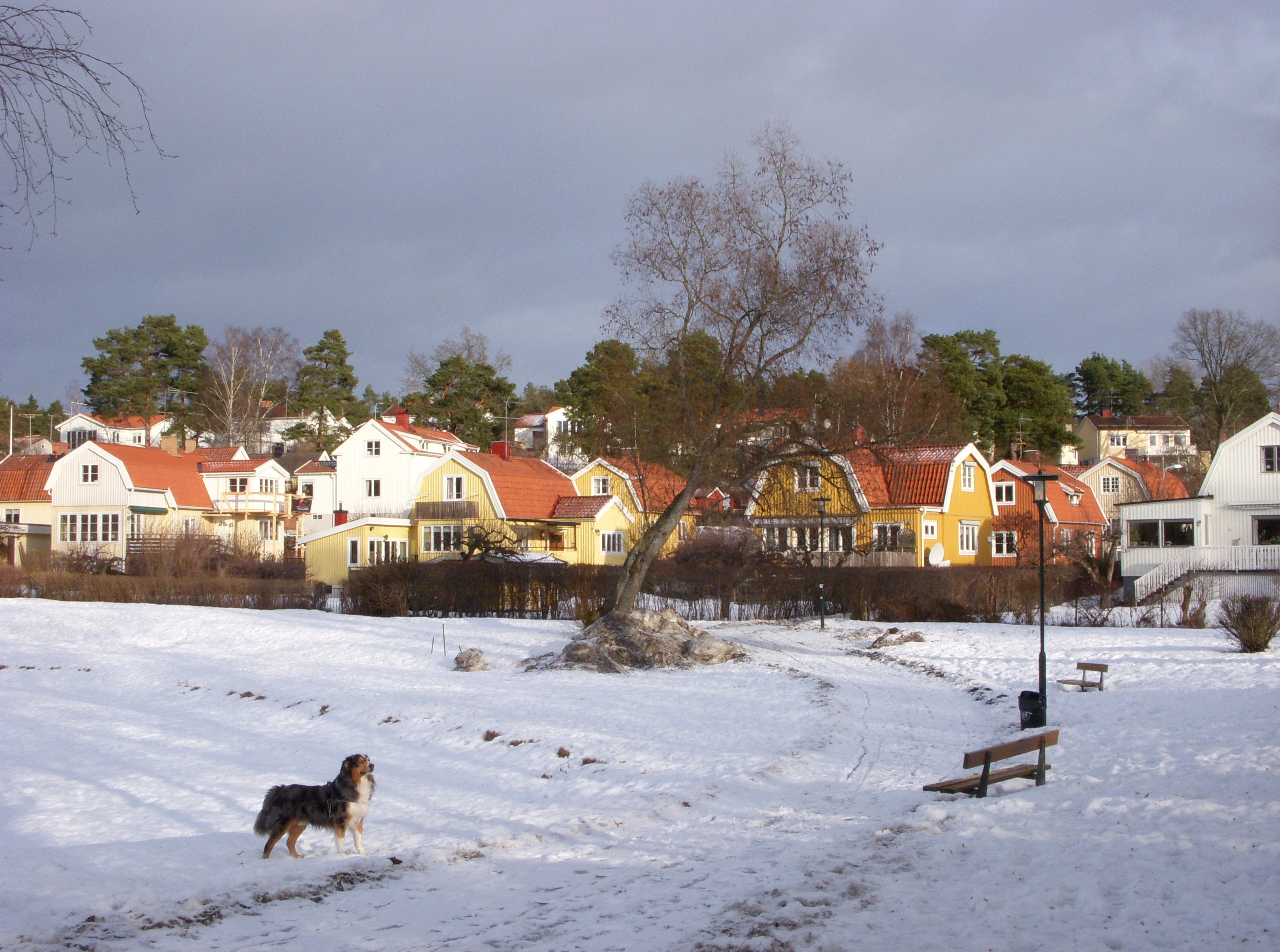
Olovslund, vue du parc.
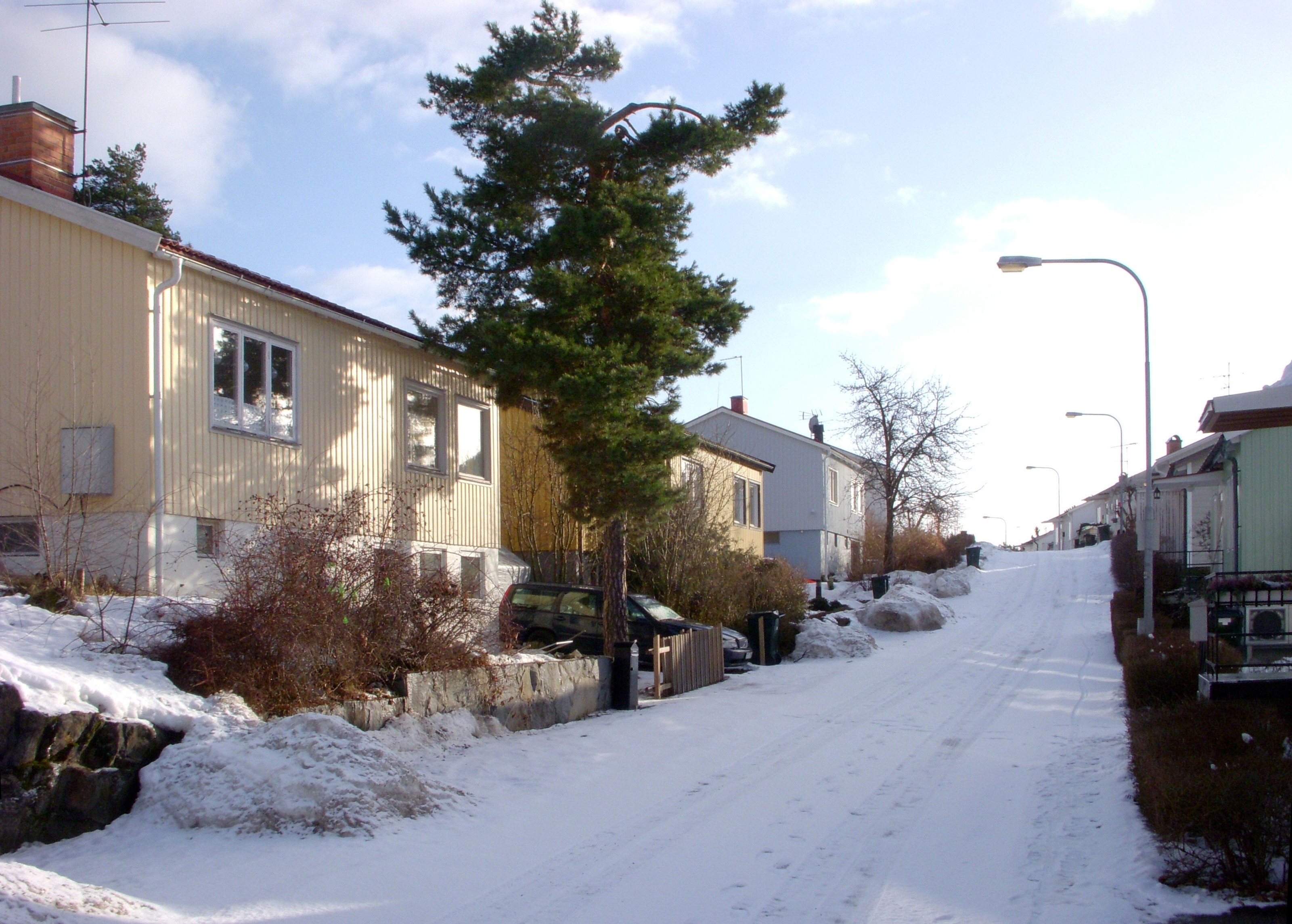
Olovslund, Taptesrarvägen.
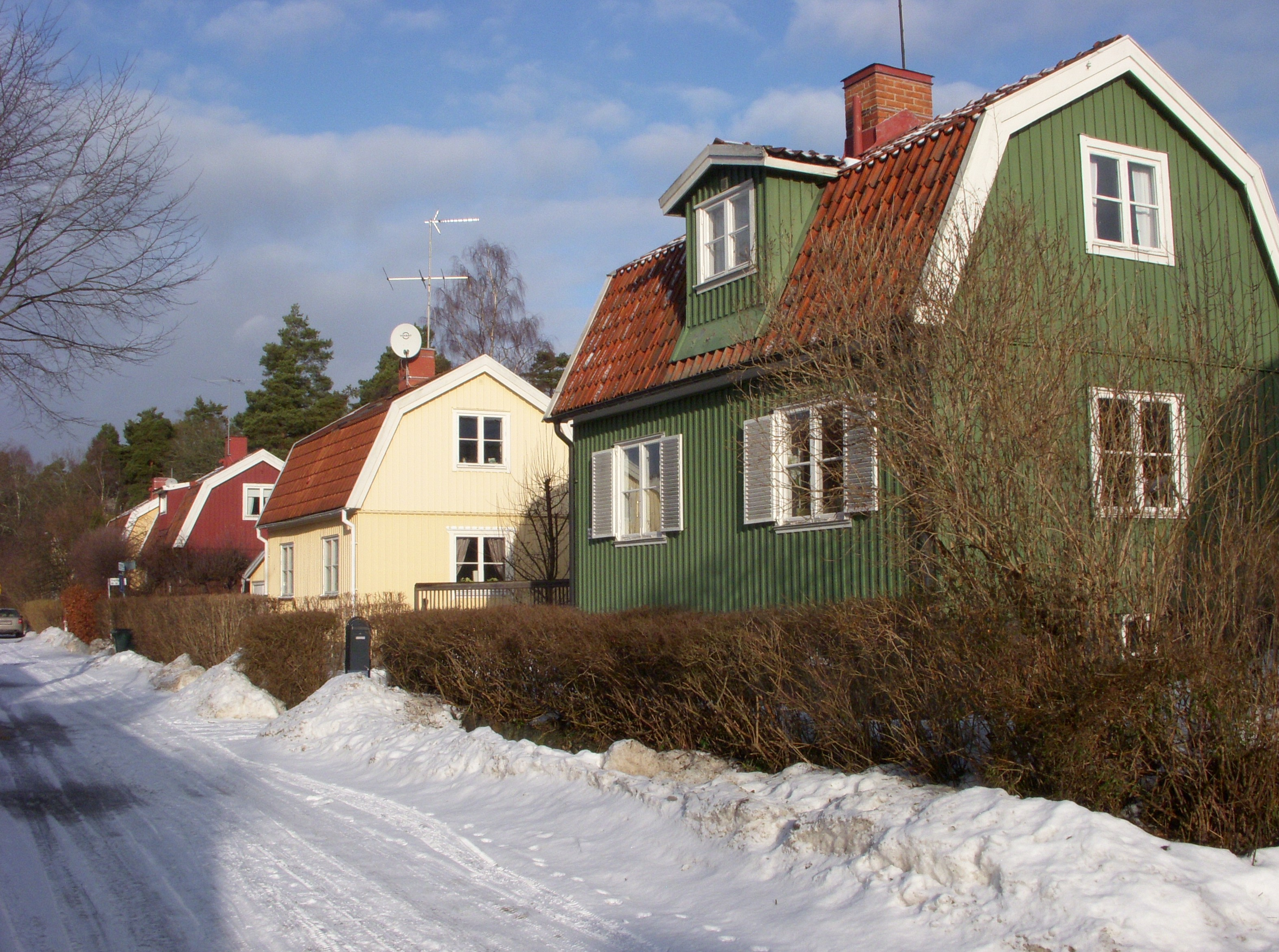
Olovslund, Stugvägen.
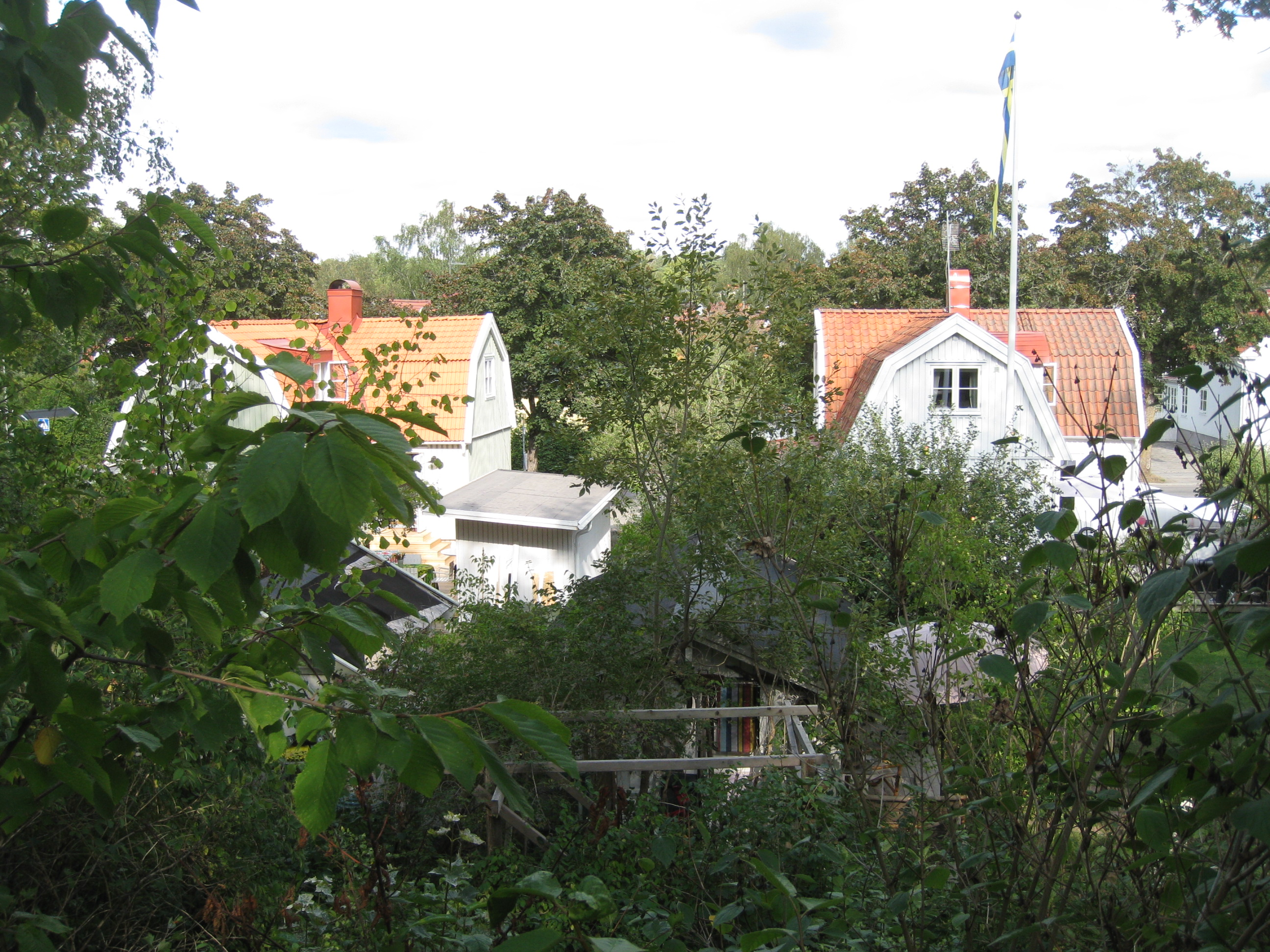
Västerled.

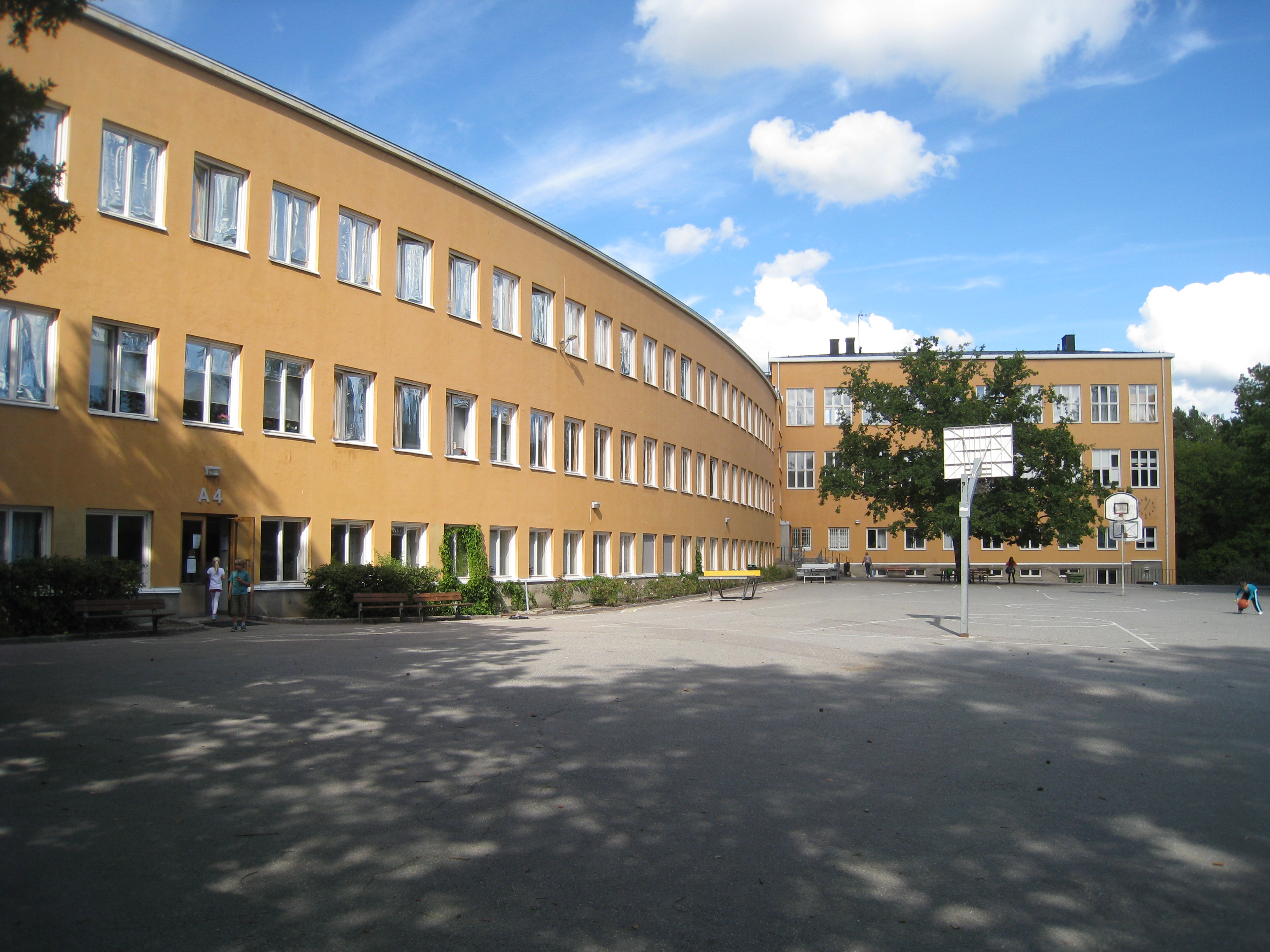
L'école d'Olovslund avec sa façade incurvée.
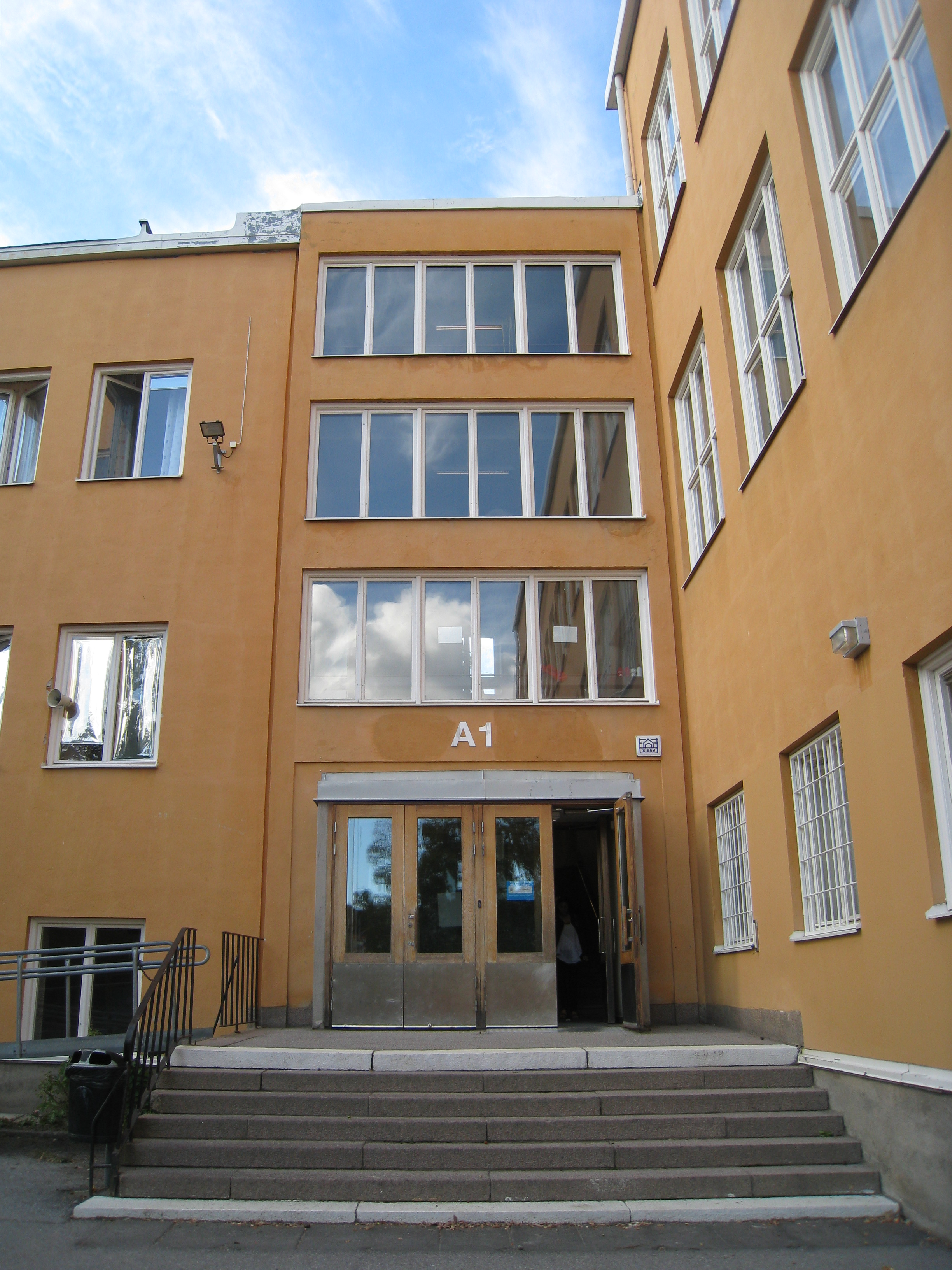
Olovslundsskolan, 2013ae.
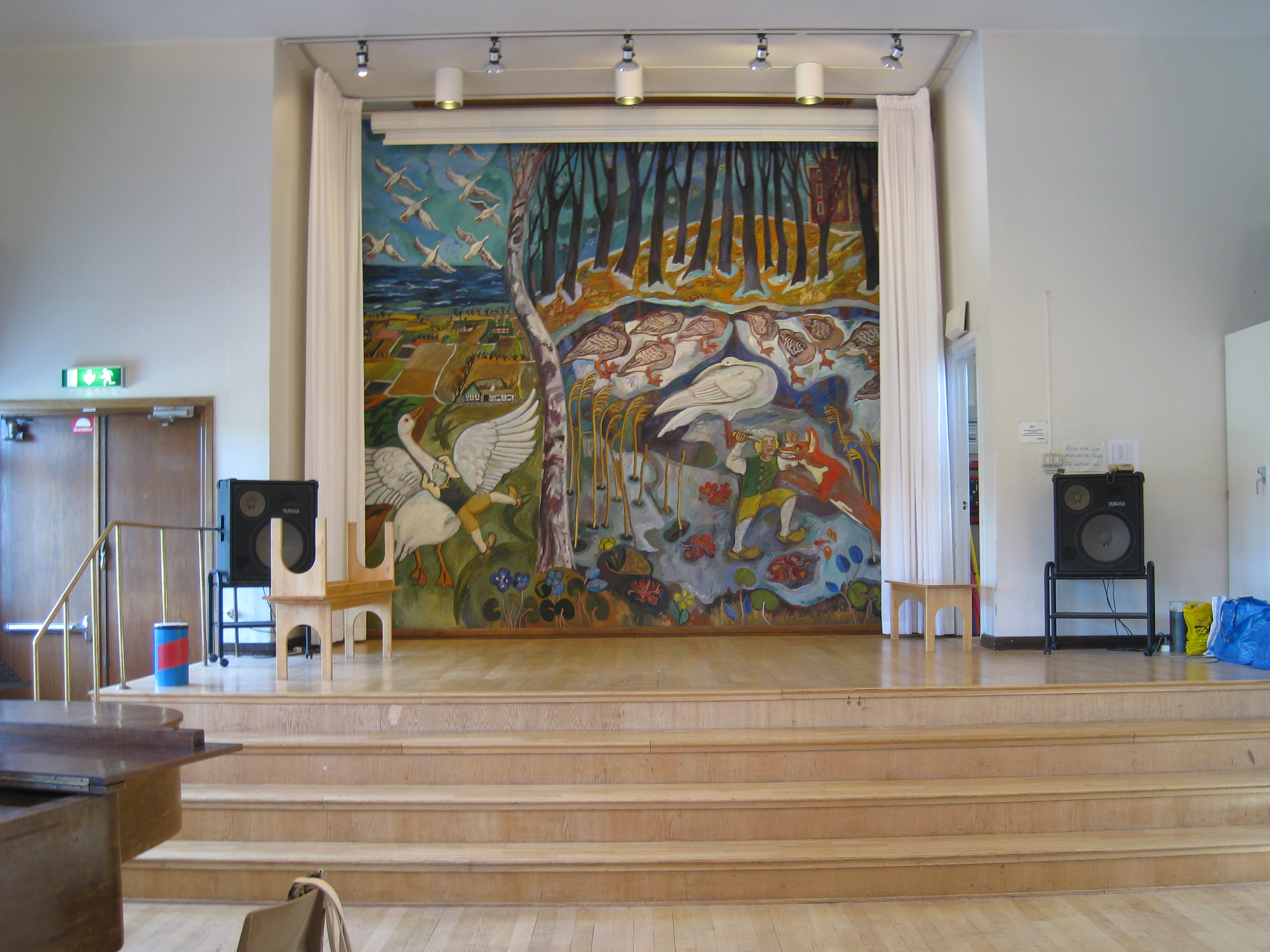
École Olovslund, l'auditorium avec la fresque murale de Sven Erixson de 1935.
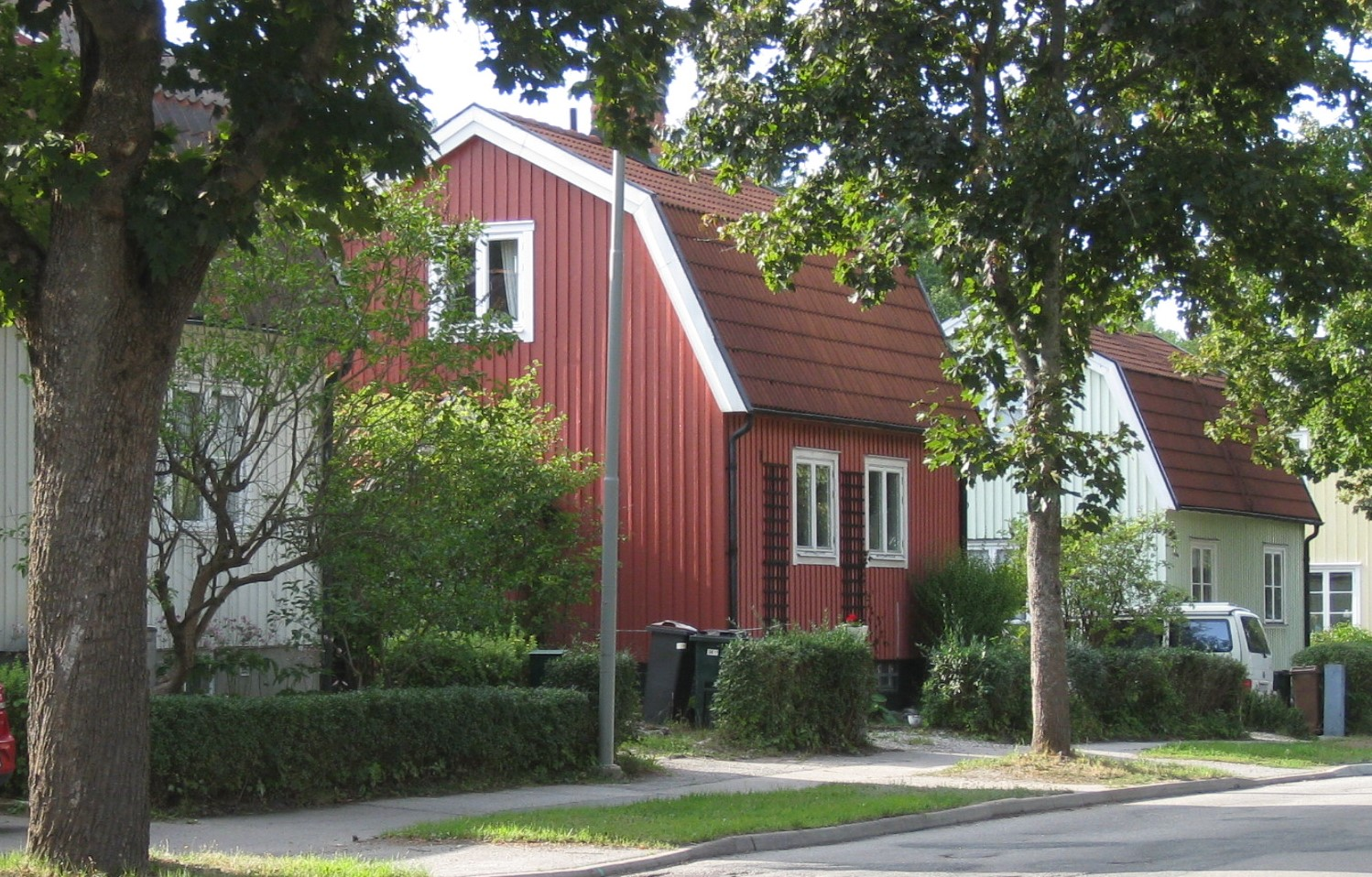
Djupdalsvägen.